# CEMAC-kupa
A CEMAC-kupa (angolul: CEMAC Cup) egy az UNIFFAC által kiírt nemzetközi labdarúgótorna Közép-afrikai labdarúgó-válogatottak számára, akik a saját bajnokságaikban játszó játékosokkal vesznek részt a tornákon.
A címvédő Csád, a legsikeresebb Kamerun csapata 3 győzelemmel.

## Eredmények
| 2003 Részletek | Kongó                     | · Kamerun                                                                                | 3 - 2                                                                                    | · Közép-afrikai Köztársaság                                                              | · Kongó                     | 1 - 0              | · Gabon                     |
| 2005 Részletek | Gabon                     | · Kamerun                                                                                | 1 - 0                                                                                    | · Csád                                                                                   | · Gabon                     | 2 - 1              | · Kongó                     |
| 2006 Részletek | Egyenlítői-Guinea         | · Egyenlítői-Guinea                                                                      | 1 - 1 (4 - 2 b.u.)                                                                       | · Kamerun                                                                                | · Gabon                     | 2 - 2 (7 - 6 b.u.) | · Csád                      |
| 2007 Részletek | Csád                      | · Kongó                                                                                  | 1 - 0                                                                                    | · Gabon                                                                                  | · Csád                      | 1 - 0              | · Közép-afrikai Köztársaság |
| 2008 Részletek | Kamerun                   | · Kamerun                                                                                | 3 - 0                                                                                    | · Kongó                                                                                  | · Közép-afrikai Köztársaság | 2 - 0              | · Csád                      |
| 2009 Részletek | Közép-afrikai Köztársaság | · Közép-afrikai Köztársaság                                                              | 3 – 0                                                                                    | · Egyenlítői-Guinea                                                                      | · Csád                      | 2 – 1              | · Gabon                     |
| 2010 Részletek | Kongó                     | · Kongó                                                                                  | 1 - 1 (9 - 8 b.u.)                                                                       | · Kamerun                                                                                | · Közép-afrikai Köztársaság | 3 – 2              | · Csád                      |
| 2011           | Gabon                     | Elmaradt Archiválva 2016. április 19-i dátummal a Wayback Machine-ben és később törölték | Elmaradt Archiválva 2016. április 19-i dátummal a Wayback Machine-ben és később törölték | Elmaradt Archiválva 2016. április 19-i dátummal a Wayback Machine-ben és később törölték |                             |                    |                             |
| 2013 Részletek | Gabon                     | · Gabon                                                                                  | 2 - 0                                                                                    | · Közép-afrikai Köztársaság                                                              | · Kongó                     | 3 – 2              | · Kamerun                   |
| 2014 Részletek | Egyenlítői-Guinea         | · Csád                                                                                   | 3 – 2                                                                                    | · Kongó                                                                                  | · Kamerun                   | 0 - 0 (7 - 6 pk)   | · Egyenlítői-Guinea         |
| 2015 Részletek | Csád                      |                                                                                          |                                                                                          |                                                                                          |                             |                    |                             |

- h.u. – hosszabbítás után
- b.u. – büntetők után

## Éremtáblázat
| Poz. | Ország                    |   |   |   |   |
| ---- | ------------------------- | - | - | - | - |
| 1.   | Kamerun                   | 3 | 2 | 1 | 6 |
| 2.   | Kongó                     | 2 | 2 | 2 | 6 |
| 3.   | Közép-afrikai Köztársaság | 1 | 2 | 2 | 5 |
| 4.   | Gabon                     | 1 | 1 | 2 | 4 |
| 4.   | Csád                      | 1 | 1 | 2 | 4 |
| 5.   | Egyenlítői-Guinea         | 1 | 1 | 0 | 2 |